# Albaner in Dänemark
Die Albaner in Dänemark (albanisch Shqiptarët në Danimarkë, dänisch Albanere i danmark) stellen als Einwanderer eine ethnische Minderheit in Dänemark dar. Zur Größe der albanischen Diaspora in Dänemark liegen keine genauen Zahlen vor. Die Angaben variieren zwischen 8.000 und 12.000 Personen. Die dänischen Statistikbehörden verzeichneten für den 1. Januar 2017 519 Personen, die aus Albanien stammen, 2738 Personen aus dem Kosovo und 5.116 Personen aus Nordmazedonien – diese Personen müssen aber nicht alle ethnische Albaner sein.
Die albanische Gemeinschaft in Dänemark war lange Zeit sehr unauffällig. Erst durch ein Tötungsdelikt an einem jungen Albaner wurde man auf die albanische Diaspora im Lande aufmerksam.
Albanische Migranten aus dem Kosovo haben in Dänemark das Radio Television Voice of Kosovo in Denmark (RTVZiK) gegründet.